# Плешивцы
Плешивцы (мар. Издалман) — деревня в Новоторъяльском районе Республики Марий Эл. Входит в состав Масканурского сельского поселения.

## География
Находится в северо-восточной части республики Марий Эл на расстоянии приблизительно 11 км по прямой на север-северо-запад от районного центра посёлка Новый Торъял.

## История
Поселение возникло на рубеже XVIII—XIX веков. По легенде, первыми поселенцами стали выходцы из деревни Плеханы Кичминской волости Уржумского уезда Вятской губернии. Упоминается с 1859 года, когда в починке Малая Толмань (Плешивцы) при реке Большая Толмань в 22 дворах проживали православные русские — 215 человек. В 1884 году деревня Малая Толмань (Плешивцы) входила в Кужнурскую волость Уржумского уезда Вятской губернии, где числился 41 двор, 257 жителей, все русские. В 1999 году в селении насчитывалось 11 дворов, 27 жителей, все русские. 2002 года в деревне было 13 дворов. В советское время работал колхоз «Путь к коммунизму», совхоз «Памяти Ленина».

## Население
Население составляло 25 человек (русские 100 %) в 2002 году, 17 в 2010.